# Jackass Forever
Jackass Forever (bra: Jackass para Sempre) é um filme de comédia americano de 2022 dirigido e produzido por Jeff Tremaine, juntamente com os produtores Spike Jonze e Johnny Knoxville, e foi lançado pela Paramount Pictures. É a quarta parte da série principal de filmes Jackass, seguindo Jackass 3D (2010). O filme é estrelado pelos membros originais do Jackass, Knoxville, Danger Ehren, Steve-O, Dave England, Chris Pontius, Wee Man, Preston Lacy, recém-chegados da turma Jackass e convidados famosos.
Jackass Forever estreou no Chinese Theatre em Hollywood, Califórnia, em 1 de fevereiro de 2022, e foi lançado nos cinemas em 4 de fevereiro. O filme foi bem recebido pela crítica, com muitos considerando-o o melhor filme da franquia. Também foi um sucesso comercial, arrecadando mais de US$ 80 milhões em todo o mundo contra um orçamento de US$ 10 milhões.
Cenas não utilizadas deste filme serão lançadas em um filme separado intitulado Jackass 4.5, que será lançado na Netflix em 20 de maio de 2022.

## Elenco
- Johnny Knoxville
- Steve-O
- Chris Pontius
- Dave England
- Wee Man
- Danger Ehren
- Preston Lacy
- Sean "Poopies" McInerney
- Zach Holmes
- Jasper Dolphin
- Eric Manaka
- Rachel Wolfson

### Participações especiais
- Compston "Dark Shark" Wilson
- Nick Merlino
- David Gravette
- Aaron "Jaws" Homoki
- Natalie Palamides
- Courtney Pauroso
- Jules Sylvester
- Rob Dyrdek
- Eric Andre
- Francis Ngannou
- Danielle O'Toole
- P. K. Subban
- Tory Belleci
- Machine Gun Kelly (creditado como Colson Baker)
- Tyler, the Creator
- Brandon Leffler
- Michael Rooney
- Scott Handley
- Gary Leffew
- Parks Bonifay
- Lionel Boyce
- Bam Margera

As aparições na sequência de introdução incluem Errol Chatham, Alia Shawkat, Jalen Ramsey, Otmara Marrero, DJ Paul, Sean Malto, Mike Carroll, Breana Geering, Rick Howard, Lionel Boyce, Travis "Taco" Bennett, Syd tha Kyd, Vincent Alvarez e Tony Hawk.

## Produção

### Desenvolvimento
Em 2018, Johnny Knoxville disse que estava aberto a fazer um quarto filme de Jackass que pode apresentar alguns novos membros do elenco, "apenas para trazer um pouco de sangue fresco para ele". Ele disse que continuou a escrever ideias para acrobacias e que "uma tonelada" foi deixada de lado caso o projeto recebesse sinal verde. Em julho de 2019, o ex-membro do elenco, Chris Raab, disse que havia entrevistado a equipe do Jackass em seu podcast Bathroom Break e observou que todos ainda estavam abertos para um quarto filme se Knoxville, Jeff Tremaine e Spike Jonze concordassem. No final de 2019, Knoxville se encontrou com Tremaine e lançou um documento de 200 páginas de conceitos para um quarto filme de Jackass. Eles concordaram em filmar por dois dias com todo o elenco para determinar "se ainda parece certo" fazer Jackass 4. "Honestamente, depois de apenas cinco minutos de filmagem, estávamos prontos para nos comprometer a fazer um filme", disse Tremaine. Em setembro de 2020, Steve-O disse que estava surpreso que o filme "iria se concretizar".
Em maio de 2021, Knoxville afirmou que o filme seria sua contribuição final para a franquia Jackass. "Você só pode se arriscar antes que algo irreversível aconteça", disse Knoxville. "Sinto que tive muita sorte de arriscar e ainda estar andando por aí.". Durante sua aparição em 12 de julho de 2021 no Jimmy Kimmel Live!, Knoxville revelou o título do filme e mostrou as primeiras fotos oficiais.

### Demissão de Bam Margera
Em janeiro de 2021, Bam Margera indicou que a Paramount Pictures o considerava um passivo, devido ao seu comportamento nos últimos anos. Ele indicou que Tremaine havia lutado com o estúdio para manter Margera no filme, mas Margera não tinha certeza de que a Paramount permitiria que ele participasse das filmagens. Em 11 de fevereiro, Margera postou vários vídeos em sua conta no Instagram, nos quais ele admitiu ter quebrado sua sobriedade e afirmou que havia sido oficialmente demitido das filmagens de Jackass 4. Ao longo do vídeo, Margera pode ser visto chorando, vomitando e aludindo a ter procurado "como amarrar um laço" antes de sua mudança para Oceanside, Califórnia. Margera alegou que a Paramount o estava forçando a tomar antidepressivos, submeter-se a testes de urina aleatórios e a se internar em duas instalações de reabilitação usando seu próprio dinheiro. Ele também expressou desdém por Tremaine, Knoxville e Jonze antes de pedir a seus fãs que boicotassem o filme. Ele então solicitou que seus seguidores lhe enviassem dinheiro para filmar seu próprio filme para competir com Jackass 4. Os vídeos foram removidos da conta do Instagram de Margera logo após serem postados. Em 25 de maio de 2021, Tremaine entrou com uma ordem de restrição temporária contra Margera devido ao assédio de Margera a Tremaine e Knoxville no Instagram. Tremaine recebeu uma ordem de restrição adicional de três anos, estendida à esposa e filhos de Tremaine, depois que Margera supostamente enviou ameaças de morte à família. Em 9 de agosto de 2021, Margera entrou com uma ação contra Knoxville, Jonze e Tremaine, bem como contra a Paramount Pictures, MTV, Dickhouse Entertainment e Gorilla Flicks, alegando que ele foi demitido injustamente da produção do filme. Margera também disse que o filme faz uso de contribuições que ele fez antes de sua demissão e está buscando uma liminar no lançamento do filme como resultado. Em 12 de janeiro de 2022, Knoxville disse que uma cena que Margera filmou permaneceria, apesar do processo. Eles chegaram a um acordo depois que Bam pediu para encerrar o processo em 14 de abril de 2022. Os termos do acordo permanecem privados.

### Escalação do elenco
Em 25 de maio, Knoxville confirmou seis novos membros do elenco. O novo elenco inclui: Jasper Dolphin do Loiter Squad e seu pai Compston "Dark Shark" Wilson, um ex-presidiário; Eric Manaka, que teve um papel no filme Action Point, de Knoxville; a comediante de stand-up Rachel Wolfson; Zach Holmes de Too Stupid to Die; e o surfista Sean "Poopies" McInerney que já havia aparecido no especial Jackass Shark Week. O projeto foi inicialmente apresentado como um possível especial de aniversário, e o novo elenco foi informado mais tarde que seria um filme.

### Filmagens
Wee Man afirmou que originalmente foi planejado que o filme fosse filmado em diferentes locais ao redor do mundo, mas foi descartado devido a pandemia de COVID-19. Ele também afirmou que a Paramount Pictures usou o Jackass Forever para ver como os estúdios de cinema poderiam retomar as filmagens durante a pandemia. Como a maior parte do filme foi filmada durante a pandemia de COVID-19, todos os membros do elenco e da equipe tiveram que ser testados para COVID-19 todos os dias de filmagem. Em 6 de janeiro de 2022, Jeff Tremaine afirmou que todos os testes combinados tiveram um custo de "cerca de um milhão de dólares".
As filmagens de teste começaram em dezembro de 2019. Durante os dois dias de filmagem de teste, o skatista profissional Aaron "Jaws" Homoki quebrou o pulso. As filmagens começaram em janeiro de 2020. No primeiro dia de filmagem, o elenco jogou cobras em Bam Margera no escuro para induzir seu medo de cobras. Dois dias depois de receber sinal verde, Steve-O e Johnny Knoxville foram hospitalizados. Wee Man confirmou que as filmagens haviam sido suspensas em 12 de fevereiro de 2020 por causa da pandemia de COVID-19. As filmagens recomeçaram em 21 de setembro de 2020, com Dimitry Elyashkevich servindo como diretor de fotografia.

### Lesões
Wee Man disse que de todos os filmes de Jackass, "este doeu mais". Em 15 de dezembro de 2020, foi relatado que Knoxville e Steve-O haviam sido hospitalizados devido a ferimentos no set. Knoxville foi ferido durante as filmagens de um rodeio no rancho de Gary Leffew. Depois de ser atacado por um touro, ele teve uma costela quebrada, um pulso quebrado, uma concussão e uma hemorragia no cérebro. Steve-O quebrou a clavícula, mas a façanha foi cortada do filme. Steve-O também perdeu ambas as sobrancelhas em outra cena que foi cortada do filme, mas será mostrada em Jackass 4.5. Ehren McGhehey rompeu o testículo direito após um dos "Testes da Copa". O skatista profissional Aaron "Jaws" Homoki queimou gravemente sua mão direita em outra cena cortada.

## Lançamento
Em 19 de dezembro de 2019, a Paramount Pictures agendou o lançamento do filme nos Estados Unidos para 5 de março de 2021. Em abril de 2020, a data de lançamento foi adiada para 2 de julho de 2021. Em julho de 2020, o filme foi adiado novamente para 3 de setembro de 2021 devido à pandemia de COVID-19. Em abril de 2021, o filme foi adiado mais uma vez para 22 de outubro de 2021. Em setembro de 2021, o filme foi adiado mais uma vez para 4 de fevereiro de 2022. O filme teve sua estreia mundial no Chinese Theatre em Hollywood, Califórnia, em 1º de fevereiro de 2022. O filme ficou disponível no Paramount+ em 22 de março de 2022, e digitalmente em 29 de março de 2022, seguido por um lançamento em Blu-ray e DVD em 19 de abril de 2022. Os lançamentos em Blu-ray, DVD e digital vêm com 40 minutos de filmagens adicionais.
Em janeiro de 2022, o lançamento do filme nos cinemas do Brasil foi cancelado por razões desconhecidas. Ele foi lançado em VOD em 13 de maio de 2022.

## Recepção

### Bilheteria
Até 21 de abril de 2022, Jackass Forever arrecadou US$ 57,7 milhões nos Estados Unidos e Canadá e US$ 22,5 milhões em outros territórios, totalizando US$ 80,3 milhões em todo o mundo.
Nos Estados Unidos e no Canadá, Jackass Forever foi lançado junto de Moonfall, e foi projetado para arrecadar cerca de US$ 15 milhões em 3.604 cinemas em seu fim de semana de estreia, com o Boxoffice Pro prevendo uma estreia de US$ 22 a 32 milhões em três dias. O filme arrecadou US$ 9,6 milhões em seu primeiro dia (incluindo uma estimativa de US$ 1,65 milhão das prévias de quinta-feira à noite), aumentando as previsões do fim de semana para US$ 20 milhões. Cerca de 300 cinemas foram fechados na quinta-feira devido a uma tempestade de inverno que atingiu a maior parte do meio-oeste dos Estados Unidos. Jackass Forever estreou com US $ 23,2 milhões. É o terceiro filme da Paramount a terminar em primeiro lugar nas bilheterias em seu fim de semana de estreia durante a pandemia de COVID-19, depois de Um Lugar Silencioso - Parte II e Pânico. O monitor de mídia social RelishMix creditou o desempenho de bilheteria do filme a uma grande base de fãs online, boca a boca positivo e elogios a Margera, a jornada física de Knoxville e "memórias de Jackass ao longo de 22 anos". A empresa de análise de bilheteria EntTelligence também observou a duração do filme de 96 minutos para aumentar o número de exibições nos cinemas. O Deadline Hollywood mencionou o gênero do filme e a prevalência da franquia no TikTok como outros fatores contribuintes. O filme arrecadou US$ 8,1 milhões no segundo fim de semana, US$ 5,2 milhões no terceiro, US$ 3,1 milhões no quarto, US$ 1,4 milhão no quinto, e US$ 1,1 milhão no sexto. O filme saiu do top dez de bilheteria em seu sétimo fim de semana, terminando em décimo segundo com $ 510.117.
Fora dos EUA e Canadá, o filme arrecadou US$ 5,2 milhões em nove mercados, incluindo US$ 2,8 milhões no Reino Unido e US$ 1,8 milhão na Austrália, este último abrindo em primeiro lugar nas bilheterias, enquanto o filme terminou em segundo no Reino Unido, Noruega e Nova Zelândia. O filme arrecadou $ 2,7 milhões em seu segundo fim de semana, $ 2 milhões em seu terceiro, $ 1,7 milhão em seu quarto, $ 767.000 em seu quinto, $ 1,8 milhão em seu sexto, $ 1,1 milhão em seu sétimo, e $ 585.000 em seu oitavo.

### Crítica especializada
No site agregador de críticas Rotten Tomatoes, 86% das 136 críticas são positivas, com uma classificação média de 7,1/10. O consenso crítico do site diz: “Um renascimento da franquia alegremente gonzo, Jackass Forever fará com que você se preocupe mais do que nunca com a saúde e a segurança do elenco – mas não o suficiente para conter o riso”. No Metacritic, que usa uma média ponderada, atribuiu ao filme uma pontuação de 74 em 100, com base em 39 críticas, indicando "críticas geralmente favoráveis". É o filme de Jackass mais bem avaliado em ambos os sites. Audiências pesquisadas pelo CinemaScore deram ao filme uma nota média de "B+" em uma escala de A+ a F, enquanto os do PostTrak deram uma pontuação positiva de 86%, com 67% dizendo que definitivamente o recomendariam.
Owen Gleiberman, da Variety, escreveu: "a equipe não relaxou em sua missão de criar o que são basicamente as acrobacias de trote de fraternidade mais estupidamente elaboradas do mundo e encená-las com um fervor masoquista juvenil que fica em algum lugar entre psicótico e religioso".

## Jackass 4.5
Em uma entrevista de 2021 no The Film Stage, o diretor de Jackass, Jeff Tremaine, foi perguntado se Eric Andre faria uma aparição em Jackass Forever depois de trabalharem juntos em Bad Trip. "Talvez Eric esteja nele. Se ele não estiver, ele estará no Jackass 4.5", disse Tremaine. Em 7 de junho de 2021, Ehren McGhehey afirmou que filmou tanto para Jackass Forever e acabou com dois filmes. Ele também disse que o Jackass 4.5 será semelhante ao Jackass 2.5 e Jackass 3.5, consistindo em bastidores, cenas não utilizadas e entrevistas com o elenco e membros da equipe. Em 31 de julho de 2021, Chris Pontius afirmou que Jackass 4.5 seria lançado na Netflix. O produtor e astro Johnny Knoxville confirmou que isso era verdade. Preston Lacy e Steve-O disseram que estará disponível na Netflix até 2024, e passará exclusivamente para o Paramount+ depois. Será lançado em 20 de maio de 2022.

## Futuro
Em 3 de maio de 2022, uma nova série de Jackass foi anunciada, devido ao sucesso de Jackass Forever. Esta nova série irá ao ar no Paramount+.